# Alexandre-Marie Maréchalle
Alexandre-Marie Maréchalle, né à Paris (paroisse Saint-Germain-l'Auxerrois) le 27 mai 1786 et mort en son domicile à Asnières-sur-Seine le 13 décembre 1871,, est un auteur dramatique français.

## Biographie
Ses pièces ont été représentées, entre autres, au Panorama-Dramatique, au Théâtre du Vaudeville, au Théâtre de la Gaîté et au Théâtre de la Porte-Saint-Martin.

## Œuvres
- 1813 : Les Étrennes forcées, ou Ah ! mon habit, que je vous remercie !, vaudeville en 1 acte avec Henri Simon, au théâtre du Vaudeville (30 décembre)
- 1815 : Nous aussi, nous l'aimons ! ou la Fête du Faubourg St-Antoine, vaudeville en un acte dédié aux habitants du Faubourg Saint-Antoine, au théâtre du Vaudeville (16 septembre)
- 1816 : Le Soldat d'Henri IV, pièce en un acte, mêlée de vaudevilles, avec Auguste Gombault, au théâtre de la Gaîté (6 août)
- 1817 : Jean-Bart à Versailles, fait historique, en un acte, mêlé de couplets, avec Merville, au théâtre de la Gaîté (1er mars)[4]
- 1817 : La Famille des Sans-Gêne, ou Les Amis du château, tableau en 1 acte, mêlé de couplets, avec Eugène Hyacinthe Laffillard, au théâtre de la Porte-Saint-Martin (18 mars)
- 1817 : Les Vendanges de Bagnolet, folie en 1 acte, avec Philippe-Amédée Roustan et Gaspard Tourret, au théâtre de l'Odéon (23 octobre), reprise au Panorama-Dramatique le 23 octobre 1822
- 1818 : Les Deux Miliciens, comédie en 1 acte, mêlée de vaudevilles, au théâtre des Variétés (8 août)[5]
- 1818 : Les Roses de M. de Malesherbes, vaudeville en 1 acte, tiré des Contes à ma fille de Jean-Nicolas Bouilly, avec Philippe Dumanoir, au théâtre de la Gaîté (7 novembre)
- 1819 : L'Épée de Jeanne d'Arc, ou les Cinq demoiselles, à-propos burlesque et grivois, en un acte, à spectacle, mêlé de couplets, avec Charles Hubert et Eugène Hyacinthe Laffillard, au théâtre de la Porte-Saint-Martin (1er juin)[6]
- 1820 : Le Mariage du ci-devant jeune homme, comédie en 1 acte, en vers, avec Michel-Nicolas Balisson de Rougemont et Thonet, au théâtre de la Porte-Saint-Martin (16 mai)
- 1820 : Le Maréchal et le Soldat, vaudeville en un acte, avec Bernard-Léon, au théâtre de la Porte-Saint-Martin (2 décembre)
- 1821 : Le Savetier de la rue Charlot, ou les Sœurs rivales, comédie anecdotique en 1 acte et en prose, avec Charles Hubert, au Panorama-Dramatique (14 août)
- 1821 : Les Cinq Cousins, vaudeville épisodique en un acte, avec Charles Hubert, au Panorama-Dramatique (13 octobre)
- 1821 : L'Auvergnat, ou le Marchand de peaux de lapin, comédie en 1 acte et en prose, tirée des œuvres de Darnaud, avec Auguste Gombault, au Panorama-Dramatique (10 novembre)[7]
- 1821 : Le Petit Espiègle et la Bonne-sœur, enfantillage en 1 acte, mêlé de couplets, avec Charles Hubert, au Panorama-Dramatique (31 décembre)
- 1822 : Les Deux Pensions, tableau en 1 acte mêlé de couplets, avec Charles Hubert, au Panorama-Dramatique (17 avril)
- 1822 : Les Deux Turenne, vaudeville anecdotique en un acte, avec Charles Hubert, au théâtre du Vaudeville (24 mai)
- 1823 : Le Petit Jules ou la Pension et l'Auberge, vaudeville en 1 acte, avec Charles Hubert, au théâtre de la Porte-Saint-Martin (22 janvier)
- 1823 : La Vieille femme colère, ou la Correction conjugale, folie en 1 acte, mêlée de couplets, parodie de la comédie la Jeune femme colère de Charles-Guillaume Etienne, avec Philadelphe, au Panorama-Dramatique (28 avril)[8]
- 1823 : M. Furet, folie en 1 acte, au Panorama-Dramatique (23 octobre)[9]
- 1824 : Monsieur Bonaventure, comédie en 1 acte, mêlée de couplets, avec Usannaz, au théâtre de l'Ambigu-Comique (10 janvier)
- 1824 : Le Tuteur trompé, battu et content, ou la Pupille rosée, vaudeville en 1 acte, tiré des Contes de Jean de La Fontaine, avec Charles Hubert, au théâtre de l'Ambigu-Comique (29 juin)
- 1828 : Le Forçat libéré, ou la Noce, le Baptême et l'Enterrement, mélodrame en trois actes et en trois époques, tiré du roman des Deux apprentis de Merville, avec Charles Hubert, au Cirque-Olympique (10 janvier)
- 1830 : Napoléon à Brienne, pronostic en 3 tableaux, mêlé de couplets, avec Maurice Alhoy (alias De Pontchartrain) et Auguste Gombault, au théâtre Comte (22 octobre)
- 1831 : L'Abbé de L'Épée, ou le Muet de Toulouse, pièce historique en deux époques et en neuf tableaux, mêlée de chant, avec Constant Ménissier, au théâtre Comte (7 juin)
- 1832 : Madame de Pompadour, comédie en deux tableaux, mêlée de couplets, avec Auguste Gombault, au théâtre de l'Ambigu-Comique (15 avril)
- 1833 : Mon bonnet de nuit, vaudeville en 1 acte, avec Adolphe Poujol, au théâtre de l'Ambigu-Comique (24 mars)
- 1833 : Georges, ou le Criminel par amour, drame en trois actes, avec Auguste Lebras et Frédéric Gaillardet, au théâtre de la Gaîté (19 mai)
- 1839 : A minuit !, drame en trois actes, avec Adolphe Poujol et Jules Lacourière, au théâtre Saint-Marcel (16 novembre)[10]
- 1851 : Le Père Joseph, comédie en 3 actes, mêlée de couplets, avec Auguste Gombault, au théâtre des Délassements-Comiques (21 juillet).
- 1862 : Le Quinze août ou les Deux Bouquets, vaudeville en un acte, avec Claude Appay, théâtre Beaumarchais, 15 août